# Youtubers的生活
《Youtubers的生活》（中国大陆又译作）是一个生活和业务模拟电子游戏，由西班牙独立的公司U-Play online發行。2016年5月18日，Microsoft Windows和OS X平台可以在Steam下载搶先體驗版。

## 游戏
《Youtubers的生活》从遊戲開發大亨和模拟人生系列游戏获得启发，融入了生活模拟和经营模拟游戏要素。玩家要管理一个角色並试图成為一位有名的YouTube使用者。除了管理频道内视频内容的创建，玩家也必须管理角色的教育状况和社交生活。随着角色的成长，还必须管理角色的雇员和不断增长的内容网络。玩家将有机会为朋友创建视频，以及经由广告协议来创建视频。这样便可以使用每个视频广告产生的收入给角色购买设备和房屋的升级，或是获取资源来升级自己的角色技能。

## 发展
《Youtubers的生活》是由 U-Play online開發，它是一个在西班牙巴塞罗那的独立娱乐公司。 在2015年游戏开拍通过Steam Greenlight，2016年5月18日透过Steam的搶先體驗在Microsoft Windows和OS X上市。
2018年11月，「Youtubers Life OMG!」版本已在任天堂Switch、PlayStation 4和Xbox One上市。